# جيمس إيرفاين (سياسي)
جيمس إيرفاين هو سياسي أمريكي، ولد في 4 أغسطس 1735 في فيلادلفيا في الولايات المتحدة، وتوفي بنفس المكان في 28 أبريل 1819. انتخب عضو مجلس ولاية بنسيلفانيا ‏.